# Robert Denis
Denis Robert, nacido 19 de marzo de 1940 en Butgenbach es un político belga de Valonia, un miembro de la RM.
Fue un doctor en medicina veterinaria; graduado en la salud y la tecnología de los alimentos de origen animal; el ex inspector general del Instituto de experiencia veterinaria y un teniente coronel en la reserva.

## Funciones políticas
- Diputado federal desde 21 de mayo de 1995 a 2 de mayo de 2007.
- Exvicepresidente de la Cámara de Representantes.
- Ex Asesor Provincial (provincia de Lieja)
- exalcalde de Malmedy.

## Distinciones
- Oficial de la Orden de la Corona.
- Comendador de la Orden de Leopoldo II.
- Comendador de la Orden de Leopoldo.

- Datos: Q3434937